# Nekrolog 2. Quartal 1976
Nekrolog
◄◄
| ◄
| 1972
| 1973
| 1974
| 1975
| 1976 | 1977 | 1978 | 1979 | 1980 | ► | ►►
1. Quartal |
2. Quartal |
3. Quartal |
4. Quartal 1976
Weitere Ereignisse | Allgemeiner Nekrolog 1976
Die Beschreibung der verstorbenen Person sollte so kurz wie möglich gehalten sein und nur deren signifikante Tätigkeit(en) enthalten.
Neue Namen ggf. auch unter dem Geburts- und Sterbedatum, also etwa unter 1. Januar und im Geburts- und Sterbejahr (2024) eintragen (nur bei entsprechender großer Wichtigkeit). Für Beispiele siehe die schon vorhandenen Artikel.
Außerdem über die fünf zuletzt Verstorbenen, zu denen es einen ausreichend guten Artikel für eine Präsentation auf der Hauptseite gibt, nach der todesbedingten Überarbeitung der Artikel ggf. auch unter Wikipedia Diskussion:Hauptseite informieren und sie am besten auch in den anderen Wikipedia-Sprachversionen eintragen. Tipp: Regelmäßig bei news.google.de nach „ist tot“, „gestorben“ oder „verstorben“ suchen.
Wenn eine Person gestorben ist, gibt es viele Seiten zu dieser Person in der Wikipedia, die davon auch betroffen sind und entsprechend aktualisiert werden müssen. Beispiele: Namenübersichtsseite, Geburtsjahr, Geburtsort-Seiten und viele mehr.
Wie finde ich die betroffenen Seiten?
Im Suchfeld auf der linken Seite gibt man den Suchbegriff so ein: „Vorname Nachname“. Dann klickt man auf Volltext und alle Seiten mit entsprechendem Suchtext werden aufgerufen. Hier sieht man dann schnell, wo auch das Todesjahr Sinn macht oder sogar ein Teil des Artikels angepasst werden muss. Auch hilft das „Werkzeug“ auf der linken Seite sehr gut, um solche Seiten aufzufinden: „Links auf diese Seite“. Somit ist die Wikipedia wieder aktuell in allen Bereichen! Hinweis: bei Eintragung der Kategorie „Gestorben JAHR“ wird der Missbrauchsfilter 49 ausgelöst, was jedoch nicht schlimm ist. Siehe: Spezial:Missbrauchsfilter/49
Dies ist eine Liste von im zweiten Quartal 1976 verstorbenen bekannten Persönlichkeiten. Die Einträge erfolgen innerhalb der einzelnen Daten alphabetisch sortiert. Tiere sind im Nekrolog für Tiere zu finden.

## April
| Tag       | Name                              | Beruf, bekannt als                                                                                 | Alter | Beleg |
| --------- | --------------------------------- | -------------------------------------------------------------------------------------------------- | ----- | ----- |
| 1. April  | Harold John Aldington             | britischer Automobilrennfahrer und Besitzer eines Autorennstalls                                   | 73    |       |
| 01. April | Aage Andersen                     | dänischer Fußballspieler                                                                           | 92    |       |
| 1. April  | Dimitrij Andrusov                 | tschechoslowakischer Geologe und Paläontologe                                                      | 78    |       |
| 1. April  | Hans Domenig                      | österreichischer Bildhauer                                                                         | 75    |       |
| 1. April  | Max Ernst                         | deutscher Maler des Dadaismus und des Surrealismus                                                 | 84    |       |
| 1. April  | Otto Köhler                       | deutscher Opernsänger (Bariton) und Gesangspädagoge                                                | 72    |       |
| 1. April  | Roger Rivière                     | französischer Radrennfahrer                                                                        | 40    |       |
| 1. April  | Günter Schlichting-von Rönn       | deutscher Politiker (CDU), MdB                                                                     | 61    |       |
| 1. April  | Walter Schmedemann                | deutscher Politiker (SPD), MdHB                                                                    | 75    |       |
| 1. April  | Cowboy Pink Williams              | US-amerikanischer Politiker                                                                        | 83    |       |
| 1. April  | Fritz Wortelmann                  | deutscher Autor, Schriftleiter, Verleger, Dramaturg und Förderer des Puppentheaters in Deutschland | 74    |       |
| 2. April  | J. Lawrence Cook                  | US-amerikanischer Pianolarollen-Künstler                                                           | 76    |       |
| 2. April  | Rudolf Goldschmidt                | deutscher Verwaltungsbeamter                                                                       | 79    |       |
| 2. April  | Walter A. Gordon                  | US-amerikanischer Jurist und Politiker                                                             | 81    |       |
| 2. April  | Carlo Grano                       | italienischer Geistlicher, Kardinal der römisch-katholischen Kirche                                | 88    |       |
| 2. April  | Willy Hörning                     | deutscher Lehrer, Heimatforscher und Heimatdichter                                                 | 73    |       |
| 2. April  | Otto von Müller                   | deutscher Tennisspieler                                                                            | 100   |       |
| 2. April  | Vance Plauche                     | US-amerikanischer Politiker                                                                        | 78    |       |
| 02. April | Felix Rinner                      | österreichischer Leichtathlet                                                                      | 65    |       |
| 2. April  | Ray Teal                          | US-amerikanischer Schauspieler                                                                     | 78    |       |
| 2. April  | Käthe Volkart-Schlager            | österreichische Komponistin, Pianistin und Musikpädagogin                                          | 79    |       |
| 3. April  | Reg Allen                         | englischer Fußballtorhüter                                                                         | 56    |       |
| 3. April  | Ernst Bärtschi                    | Schweizer Politiker                                                                                | 93    |       |
| 3. April  | Adolf Beckerle                    | deutscher SA-Funktionär und Politiker (NSDAP), MdR                                                 | 74    |       |
| 3. April  | Francesco Cattalinich             | italienischer Ruderer                                                                              | 84    |       |
| 3. April  | James Chappell                    | britischer Eishockeyspieler                                                                        | 61    |       |
| 3. April  | Hasso Grabner                     | deutscher Schriftsteller, Widerstandskämpfer                                                       | 64    |       |
| 3. April  | Hans Moebus                       | deutschamerikanischer Schauspieler                                                                 | 73    |       |
| 3. April  | João António da Silva Saraiva     | portugiesischer Bischof von Coimbra                                                                | 52    |       |
| 4. April  | Louis Gordon                      | US-amerikanischer Autor                                                                            | 39    |       |
| 4. April  | Ernst Hadorn                      | Schweizer Zoologe                                                                                  | 73    |       |
| 4. April  | Heinrich Hoff                     | deutscher Kommunalpolitiker (SPD)                                                                  | 61    |       |
| 4. April  | Gertrud Klühs                     | deutsche Politikerin (SPD), Mitglied der Stadtverordnetenversammlung von Groß-Berlin               | 82    |       |
| 4. April  | Harry Nyquist                     | US-amerikanischer Physiker                                                                         | 87    |       |
| 4. April  | George Pastell                    | US-amerikanischer britischer zypriotischer Schauspieler                                            | 53    |       |
| 5. April  | Bernhard Baule                    | deutscher Mathematiker                                                                             | 84    |       |
| 5. April  | Ruggero Ferrario                  | italienischer Radrennfahrer                                                                        | 78    |       |
| 5. April  | Howard Hughes                     | US-amerikanischer Unternehmer und Luftfahrtpionier                                                 | 70    |       |
| 5. April  | Leonhard Lennartz                 | deutscher Politiker und Landrat (SPD)                                                              | 79    |       |
| 5. April  | Robert Lord                       | US-amerikanischer Drehbuchautor und Filmproduzent                                                  | 75    |       |
| 5. April  | Wilder Penfield                   | kanadischer Neurologe                                                                              | 85    |       |
| 05. April | Harry Wyld                        | britischer Radrennfahrer                                                                           | 75    |       |
| 6. April  | Albert Behrens                    | deutscher Politiker (SPD), MdL                                                                     | 84    |       |
| 6. April  | Henry Byrne                       | irischer Politiker                                                                                 | 56    |       |
| 6. April  | Roger Delagnes                    | französischer Politiker                                                                            | 73    |       |
| 6. April  | Han Sŏr-ya                        | nordkoreanischer Schriftsteller                                                                    | 75    |       |
| 6. April  | Ernst August Oeding               | deutscher Druckereibesitzer und Verleger                                                           | 79    |       |
| 6. April  | Ruth Plumly Thompson              | US-amerikanische Kinderbuchautorin                                                                 | 84    |       |
| 6. April  | Karl Weissenberg                  | österreichischer Physiker und einer der ersten Rheologen                                           | 82    |       |
| 7. April  | Jimmy Garrison                    | US-amerikanischer Jazz-Kontrabassist                                                               | 42    |       |
| 7. April  | Siegfried Göhler                  | deutscher Schauspieler                                                                             | 59    |       |
| 7. April  | Josef Höfer                       | deutscher römisch-katholischer Geistlicher, Pastoraltheologe                                       | 79    |       |
| 7. April  | Alix Jaccard                      | Schweizer Politiker (SP)                                                                           | 71    |       |
| 7. April  | Hans Luxenburger                  | deutscher Psychiater, Neurologe, Rassenhygieniker und Hochschullehrer                              | 81    |       |
| 7. April  | Mary Margaret McBride             | US-amerikanische Radiomoderatorin, Journalistin und Schriftstellerin                               | 76    |       |
| 7. April  | Matthias Joseph Mehs              | deutscher Politiker (CDU), Bürgermeister von Wittlich und Heimatschriftsteller                     | 82    |       |
| 7. April  | Helene Nonné-Schmidt              | deutsche Künstlerin                                                                                | 84    |       |
| 7. April  | Erich Ryneck                      | deutscher Politiker (SPD)                                                                          | 76    |       |
| 7. April  | Abraham Tokazier                  | finnischer Sprinter                                                                                | 66    |       |
| 7. April  | Emil Ungerer                      | deutscher Botaniker und Philosoph                                                                  | 88    |       |
| 7. April  | Alfred Wild                       | Schweizer Schriftsteller                                                                           | 76    |       |
| 8. April  | Giuseppe Brotzu                   | sardischer Mediziner und Politiker                                                                 | 81    |       |
| 8. April  | Donald Byrne                      | US-amerikanischer Schachspieler                                                                    | 45    |       |
| 8. April  | Tullio Cianetti                   | italienischer faschistischer Politiker                                                             | 76    |       |
| 8. April  | Friedrich Franek                  | deutscher Offizier österreichischer Herkunft, zuletzt Generalleutnant im Zweiten Weltkrieg         | 84    |       |
| 8. April  | Justin McCarthy                   | US-amerikanischer Eishockeyspieler                                                                 | 77    |       |
| 8. April  | Georg Schleicher                  | deutscher Bildhauer, Kunsthandwerker und Musiker                                                   | 82    |       |
| 8. April  | R. F. Starzl                      | amerikanischer Science-Fiction-Autor, Journalist und Zeitungsverleger                              | 76    |       |
| 9. April  | Wilfred M. Cline                  | US-amerikanischer Kameramann                                                                       | 72    |       |
| 9. April  | Glen Edgar Edgerton               | US-amerikanischer Offizier                                                                         | 88    |       |
| 9. April  | Hermann Hagen                     | deutscher Geograph                                                                                 | 87    |       |
| 9. April  | Alfred Hofstetter                 | Schweizer Politiker (FDP)                                                                          | 77    |       |
| 09. April | Georg Högström                    | schwedischer Leichtathlet                                                                          | 80    |       |
| 9. April  | Fritz Links                       | österreichischer Schauspieler                                                                      | 79    |       |
| 9. April  | Alois Melichar                    | österreichischer Komponist und Dirigent                                                            | 79    |       |
| 9. April  | Mushanokōji Saneatsu              | japanischer Schriftsteller und Maler                                                               | 90    |       |
| 9. April  | Phil Ochs                         | US-amerikanischer Sänger, Songwriter und politischer Aktivist                                      | 35    |       |
| 9. April  | Renato Petronio                   | italienischer Ruderer                                                                              | 85    |       |
| 9. April  | Akio Yashiro                      | japanischer Komponist und Professor                                                                | 46    |       |
| 10. April | Ilario Alcini                     | italienischer Geistlicher, Kurienerzbischof der römisch-katholischen Kirche                        | 89    |       |
| 10. April | Frederick Godber, 1. Baron Godber | britischer Manager                                                                                 | 87    |       |
| 10. April | Karl William Kapp                 | deutscher Nationalökonom                                                                           | 65    |       |
| 10. April | Enrico Mainardi                   | italienischer Cellist, Komponist und Dirigent                                                      | 78    |       |
| 10. April | Alberto Mastra                    | uruguayischer Gitarrist, Tangosänger und -komponist                                                | 66    |       |
| 10. April | Ramón Otero Pedrayo               | spanischer Schriftsteller                                                                          | 88    |       |
| 10. April | Franz Schömbs                     | deutscher Maler, Filmproduzent und Chemiker                                                        | 66    |       |
| 10. April | Otto Wirz                         | Schweizer Jurist, Unternehmer und Firmensanierer                                                   | 85    |       |
| 11. April | Liam Dunn                         | US-amerikanischer Schauspieler                                                                     | 59    |       |
| 11. April | Lou Scheper-Berkenkamp            | deutsche Malerin, Bauhausstudentin und Farbgestalterin                                             | 74    |       |
| 12. April | Emilio Amero                      | mexikanischer Künstler                                                                             | 74    |       |
| 12. April | William A. Barrett                | US-amerikanischer Politiker                                                                        | 79    |       |
| 12. April | Adriënne Broeckman-Klinkhamer     | niederländische Malerin und Zeichnerin                                                             | 99    |       |
| 12. April | Ted Buckner                       | US-amerikanischer Swing-Altsaxophonist                                                             | 62    |       |
| 12. April | Miriam Cooper                     | US-amerikanische Schauspielerin                                                                    | 84    |       |
| 12. April | Paul Ford                         | US-amerikanischer Schauspieler                                                                     | 74    |       |
| 12. April | Christos Kakkalos                 | griechischer Bergführer                                                                            | 93    |       |
| 12. April | Eugène-Nestor de Kermadec         | französischer Maler und Grafiker                                                                   | 76    |       |
| 12. April | Alfred Seidler                    | deutscher Politiker (NSDAP), MdR und SA-Führer                                                     | 75    |       |
| 13. April | Sabri al-Asali                    | syrischer Ministerpräsident                                                                        |       |       |
| 13. April | Kurt Bossler                      | deutscher Organist und Komponist                                                                   | 64    |       |
| 13. April | Georg Bruckbauer                  | österreichischer Kameramann                                                                        | 75    |       |
| 13. April | Gustave Danneels                  | belgischer Radrennfahrer                                                                           | 62    |       |
| 13. April | Joseph E. Drexel                  | deutscher Volkswirt, Verleger, Publizist                                                           | 79    |       |
| 13. April | Traugott Herr                     | deutscher Offizier und General der Panzertruppe im Zweiten Weltkrieg                               | 85    |       |
| 13. April | Wera Ketlinskaja                  | sowjetische Schriftstellerin                                                                       | 69    |       |
| 13. April | Marja Kubašec                     | sorbische Schriftstellerin und die erste sorbische Lehrerin                                        | 86    |       |
| 13. April | Noel Lemass                       | irischer Politiker (Fianna Fáil)                                                                   | 47    |       |
| 13. April | Gottfried von Nostitz-Drzewiecky  | deutscher Diplomat                                                                                 | 73    |       |
| 13. April | Rossend Perelló                   | spanischer Schriftsteller katalanischer Sprache                                                    |       |       |
| 13. April | Heinrich Stebener                 | deutscher Turner                                                                                   | 43    |       |
| 13. April | Karl Willmann                     | deutscher Politiker (KPD), MdL                                                                     | 67    |       |
| 14. April | Martin Drath                      | deutscher Jurist, Politiker (SPD), Richter des Bundesverfassungsgerichts                           | 73    |       |
| 14. April | William H. Hastie                 | US-amerikanischer Jurist, Richter am Obersten Gerichtshof der Vereinigten Staaten                  | 71    |       |
| 14. April | Robert Herzog                     | deutscher Jurist und Politiker (CDU), MdL Baden-Württemberg                                        | 82    |       |
| 14. April | Josef Kremmer                     | deutscher Landrat und NSDAP-Politikedr                                                             | 90    |       |
| 14. April | August-Wilhelm Kühnholz           | deutscher Politiker (FDP), MdL                                                                     | 70    |       |
| 14. April | Rudolph Loewenstein               | französisch-amerikanischer Psychoanalytiker                                                        | 78    |       |
| 14. April | Walter Mörikofer                  | Schweizer Physiker                                                                                 | 83    |       |
| 14. April | Fritz C. Neumann                  | deutsch-amerikanischer Pädagoge und Hochschullehrer, Emigrant                                      | 79    |       |
| 14. April | Mariano Ospina Pérez              | kolumbianischer Politiker, Präsident von Kolumbien (1946–1950)                                     | 84    |       |
| 14. April | José Revueltas                    | mexikanischer Schriftsteller, Drehbuchautor und politischer Aktivist                               | 61    |       |
| 15. April | David Elazar                      | israelischer Offizier und Generalstabschef der israelischen Armee                                  | 50    |       |
| 15. April | Albrecht von Kessel               | deutscher Diplomat und Gegner des Nationalsozialismus                                              | 73    |       |
| 15. April | Jan Leśniak                       | polnischer Offizier                                                                                | 77    |       |
| 15. April | Hilde Loewe-Flatter               | österreichische Pianistin und Komponistin                                                          | 80    |       |
| 16. April | Ján Arpáš                         | slowakischer Fußballspieler                                                                        | 58    |       |
| 16. April | Anton Aschauer                    | deutscher Politiker und Namensgeber der von ihm gegründeten „Gruppe Aschauer“                      | 79    |       |
| 16. April | Ralph Ayres                       | US-amerikanischer Filmtechnikpionier                                                               | 64    |       |
| 16. April | Vera C. Bushfield                 | US-amerikanische Politikerin                                                                       | 86    |       |
| 16. April | Beatrice Dawson                   | britische Kostümbildnerin                                                                          | 68    |       |
| 16. April | Rosita Montemar                   | argentinische Tangosängerin                                                                        | 65    |       |
| 16. April | Voldemar Peterson                 | estnischer Fußballspieler                                                                          | 67    |       |
| 16. April | Nora Ricci                        | italienische Schauspielerin                                                                        | 51    |       |
| 16. April | Frank Paul Sylos                  | US-amerikanischer Filmarchitekt                                                                    | 75    |       |
| 17. April | Henrik Dam                        | dänischer Biochemiker, erhielt den Nobelpreis für Medizin 1943                                     | 81    |       |
| 17. April | Soma Morgenstern                  | österreichischer Schriftsteller                                                                    | 85    |       |
| 17. April | Franco Restivo                    | italienischer Politiker, Mitglied der Camera dei deputati                                          | 64    |       |
| 18. April | Albert Octave Etévé               | französischer Luftfahrtpionier                                                                     | 95    |       |
| 18. April | Rüdiger von der Goltz             | deutscher Jurist und Politiker (NSDAP), MdR                                                        | 81    |       |
| 18. April | Osvaldo Manzi                     | argentinischer Tangopianist und -komponist, Bandleader und Arrangeur                               | 50    |       |
| 18. April | Walter Schüßler                   | deutscher Politiker (FDP), MdL                                                                     | 71    |       |
| 18. April | Winston Simon                     | trinidadischer Pionier der Steel Pan                                                               |       |       |
| 18. April | Carl Weidemeyer                   | deutscher Künstler und Architekt                                                                   | 93    |       |
| 19. April | Jayant Desai                      | indischer Filmregisseur und -produzent des Hindi-Films                                             | 67    |       |
| 19. April | Hans-Peter Kosack                 | deutscher Geograf und Kartograf                                                                    | 63    |       |
| 19. April | Lorenz Rhomberg                   | österreichischer Unternehmer und Politiker (NSDAP)                                                 | 79    |       |
| 19. April | Georg H. W. Stein                 | deutscher Zoologe                                                                                  | 79    |       |
| 19. April | Carlo Krahmer                     | britischer Jazz-Schlagzeuger und Jazz-Label-Gründer                                                | 62    |       |
| 20. April | Anny van Kruyswyk                 | niederländische Sopranistin                                                                        | 82    |       |
| 20. April | Léonide Moguy                     | russisch-französischer Schnittmeister und Filmregisseur                                            | 77    |       |
| 20. April | Ricardo Ruiz                      | argentinischer Tangosänger                                                                         | 61    |       |
| 20. April | Helmut Schapper                   | deutscher evangelischer Theologe                                                                   | 84    |       |
| 20. April | Arno Stoffels                     | luxemburgischer Maler                                                                              |       |       |
| 21. April | Moussa Bayéré                     | nigrischer Offizier und Politiker                                                                  | 37    |       |
| 21. April | Frank Brewin                      | indischer Hockeyspieler                                                                            | 66    |       |
| 21. April | Käte Frankenthal                  | deutsche Ärztin und Gesundheitspolitikerin                                                         | 87    |       |
| 22. April | Herwig Hamperl                    | deutscher Pathologe und Hochschullehrer                                                            | 76    |       |
| 22. April | Iwan Iljitsch Ljudnikow           | sowjetischer Generaloberst                                                                         | 73    |       |
| 22. April | Jeanne Mammen                     | deutsche Malerin, Zeichnerin und Übersetzerin                                                      | 85    |       |
| 22. April | Alfréd Radok                      | tschechischer Theater- und Filmregisseur                                                           | 61    |       |
| 22. April | Ruth Sieler                       | deutsche Musikpädagogin                                                                            | 64    |       |
| 23. April | Bert Bates                        | britischer Filmeditor                                                                              | 68    |       |
| 23. April | Charles Braibant                  | französischer Archivar                                                                             | 87    |       |
| 23. April | James Flavin                      | US-amerikanischer Schauspieler                                                                     | 69    |       |
| 23. April | Ferdinand Le Drogo                | französischer Radrennfahrer                                                                        | 72    |       |
| 23. April | Yunus Rajabiy                     | usbekisch-sowjetischer Komponist                                                                   | 79    |       |
| 23. April | Karl Schäfer                      | österreichischer Eiskunstläufer                                                                    | 66    |       |
| 23. April | Sergei Matwejewitsch Schtemenko   | sowjetischer Armeegeneral                                                                          | 69    |       |
| 23. April | Friedrich Schulze                 | deutscher Politiker (SPD), MdA                                                                     | 79    |       |
| 23. April | Freddie Steele                    | englischer Fußballspieler und -trainer                                                             | 59    |       |
| 23. April | Marie Anne Tellegen               | niederländische Juristin und Frauenrechtlerin                                                      | 82    |       |
| 23. April | Renata Viganò                     | italienische Schriftstellerin und Partisanin                                                       | 75    |       |
| 23. April | Karl-Heinz Wirzberger             | deutscher Literaturwissenschaftler                                                                 | 50    |       |
| 24. April | Arthur Enk                        | deutscher Politiker (CDU), MdB                                                                     | 81    |       |
| 24. April | Franz Ermer                       | deutscher Kunstlehrer, Maler, Grafiker und Zeichner                                                | 89    |       |
| 24. April | Karl Greib                        | deutscher Politiker (CSU), MdL Bayern                                                              | 76    |       |
| 24. April | Mark Tobey                        | US-amerikanischer Maler                                                                            | 85    |       |
| 24. April | Hugo Weischet                     | deutscher Landschafts- und Porträtmaler                                                            | 78    |       |
| 25. April | Alexander Brailowsky              | russisch-französischer Pianist                                                                     | 80    |       |
| 25. April | Frank Clifford                    | deutscher Filmproduktionsleiter                                                                    | 77    |       |
| 25. April | Irmgard Kanold                    | deutsche Bildhauerin                                                                               | 61    |       |
| 25. April | Aquiles Nazoa                     | venezolanischer Schriftsteller, Dichter und Journalist                                             | 55    |       |
| 25. April | Carol Reed                        | britischer Filmregisseur                                                                           | 69    |       |
| 25. April | Eugène Daniel von Rothschild      | Mitglied des Wiener Zweiges der Bankiersfamilie Rothschild                                         | 92    |       |
| 25. April | Jupp Rübsam                       | deutscher Bildhauer                                                                                | 79    |       |
| 25. April | Thaddeus Wasielewski              | US-amerikanischer Politiker                                                                        | 71    |       |
| 26. April | Stella Arbenina                   | anglo-russische Schauspielerin                                                                     | 90    |       |
| 26. April | Hans-Hermann Bennhold             | deutscher Internist und Hochschullehrer                                                            | 82    |       |
| 26. April | Margaret Bonds                    | US-amerikanische Komponistin und Pianistin                                                         | 63    |       |
| 26. April | Carl Benjamin Boyer               | US-amerikanischer Mathematikhistoriker                                                             | 69    |       |
| 26. April | François Brassard                 | kanadischer Musikethnologe, Organist und Komponist                                                 | 67    |       |
| 26. April | Georg von Flondor                 | österreichisch-ungarischer Offizier, sodann rumänischer Politiker                                  | 83    |       |
| 26. April | Sidney Franklin                   | amerikanischer Stierkämpfer                                                                        | 72    |       |
| 26. April | Alfred Fuhlrodt                   | deutscher Politiker (LDP, FDP); MdL Thüringen                                                      | 85    |       |
| 26. April | Andrei Antonowitsch Gretschko     | sowjetischer Marschall und Politiker                                                               | 72    |       |
| 26. April | Halfdan Høgsbro                   | dänischer lutherischer Theologe und Bischof                                                        | 82    |       |
| 26. April | Sidney James                      | südafrikanischer Schauspieler                                                                      | 62    |       |
| 26. April | Benita Koch-Otte                  | deutsche Weberin und Textildesignerin                                                              | 83    |       |
| 26. April | Recep Küpçü                       | bulgarischer Dichter, Schriftsteller und Journalist türkischer Abstammung                          | 41    |       |
| 26. April | Robert Riehl                      | deutscher Bildhauer und Keramiker in der DDR                                                       | 51    |       |
| 27. April | Gustav Adolf Lehnert              | deutscher Polizist, Leiter der Kriminalpolizei im Regierungsbezirk Düsseldorf                      | 79    |       |
| 27. April | Karl Linser                       | deutscher Dermatologe                                                                              | 80    |       |
| 27. April | Wint Smith                        | US-amerikanischer Politiker                                                                        | 83    |       |
| 27. April | Carlos Villarias                  | spanisch-US-amerikanischer Filmschauspieler                                                        | 83    |       |
| 27. April | Paul Wartel                       | französischer Fußballspieler und -trainer                                                          | 73    |       |
| 28. April | Jürgen Bartsch                    | deutscher Verbrecher, pädosexueller Serienmörder, der vier Kinder ermordete                        | 29    |       |
| 28. April | Mike Couper                       | britischer Autorennfahrer                                                                          | 70    |       |
| 28. April | Ernst Fuhry                       | deutscher Fußballtrainer, Grafiker und Redakteur                                                   | 72    |       |
| 28. April | Richard Hughes                    | britischer Schriftsteller                                                                          | 76    |       |
| 28. April | Krit Sivara                       | thailändischer Politiker und Offizier, Oberbefehlshabers des thailändischen Heeres (1973)          | 62    |       |
| 28. April | Eugen Roth                        | deutscher Lyriker und populärer Dichter                                                            | 81    |       |
| 28. April | Walther von Seydlitz-Kurzbach     | deutscher General der Artillerie                                                                   | 87    |       |
| 29. April | Anna Barkowa                      | sowjetische Dichterin                                                                              | 74    |       |
| 29. April | Johan Willem Beijen               | niederländischer Politiker                                                                         | 78    |       |
| 29. April | Ramón Díaz Freeman                | dominikanischer Komponist, Pianist und Fagottist                                                   | 75    |       |
| 29. April | Wilhelm Maler                     | deutscher Komponist                                                                                | 73    |       |
| 30. April | Michael Gartenschläger            | deutscher Fluchthelfer                                                                             | 32    |       |
| 30. April | Hans Mehrtens                     | deutscher Architekt                                                                                | 83    |       |
| 30. April | Milly Reuter                      | deutsche Leichtathletin und Olympiateilnehmerin                                                    | 71    |       |

## Mai
| Tag     | Name                            | Beruf, bekannt als                                                                                              | Alter | Beleg |
| ------- | ------------------------------- | --- | ----- | ----- |
| 1. Mai  | Johann Jacob Cordes             | deutscher Pädagoge und Heimatforscher                                                                           | 96    |       |
| 1. Mai  | Rudolf Hoecker                  | deutscher Bibliothekar                                                                                          | 87    |       |
| 1. Mai  | Mabel Lockerby                  | kanadische Malerin                                                                                              | 94    |       |
| 1. Mai  | Alekos Panagoulis               | griechischer Dichter und Politiker                                                                              | 36    |       |
| 1. Mai  | Siegfried Stoitzner             | österreichischer Künstler und Ansichtskartenverleger                                                            | 83    |       |
| 2. Mai  | Zdeněk Fierlinger               | tschechischer Politiker und Ministerpräsident der Tschechoslowakei                                              | 84    |       |
| 2. Mai  | Thea de Haas                    | deutsche Malerin und Schriftstellerin                                                                           | 90    |       |
| 2. Mai  | Alfred Harbage                  | US-amerikanischer Anglist und Shakespeare-Forscher                                                              | 74    |       |
| 2. Mai  | Lotte Leonard                   | deutsche Konzertsängerin (Sopran) und Gesangspädagogin                                                          | 91    |       |
| 2. Mai  | Antônio Mendes Vianna           | brasilianischer Diplomat                                                                                        | 67    |       |
| 2. Mai  | János Reismann                  | ungarischer Fotograf und Journalist                                                                             | 70    |       |
| 3. Mai  | Paul Bebert                     | deutscher Politiker (SPD), MdHB und Gewerkschaftsfunktionär                                                     | 82    |       |
| 3. Mai  | Eduard Bornemann                | deutscher Altphilologe                                                                                          | 81    |       |
| 3. Mai  | Johann Garleff                  | deutscher Architekt und Baubeamter                                                                              | 97    |       |
| 03. Mai | Endre Madarász                  | ungarischer Leichtathlet                                                                                        | 66    |       |
| 3. Mai  | Ernie Nevers                    | US-amerikanischer American-Football-Spieler und -Trainer, Basketball- und Baseballspieler                       | 72    |       |
| 3. Mai  | Joachim von Schinckel           | deutscher Bankier                                                                                               | 80    |       |
| 4. Mai  | Albert de Badrihaye             | flämischer Maler und Heraldiker                                                                                 | 95    |       |
| 4. Mai  | Henri Bosco                     | französischer Schriftsteller                                                                                    | 87    |       |
| 4. Mai  | Marcelle Dauphin                | luxemburgische Zahnärztin                                                                                       | 82    |       |
| 4. Mai  | Heinz Langerhans                | deutscher Politologe, Soziologe, Publizist                                                                      | 72    |       |
| 4. Mai  | Fritz Norkauer                  | deutscher Architekt und Hochschullehrer                                                                         | 88    |       |
| 4. Mai  | Wilhelm Richter                 | deutscher Feinmechaniker und Polizeipräsident von Berlin                                                        | 94    |       |
| 4. Mai  | Jim Robinson                    | US-amerikanischer Jazz-Posaunist                                                                                | 83    |       |
| 5. Mai  | Hugo Barth                      | deutscher Zehnkämpfer                                                                                           | 72    |       |
| 5. Mai  | Oriel Duke                      | britischer Colonel und Polizeibeamter, Polizeichef von Barbados                                                 | 79    |       |
| 5. Mai  | Hans Reucker                    | deutscher Politiker (SPD), MdL                                                                                  | 70    |       |
| 5. Mai  | Thomas Burnett Swann            | US-amerikanischer Fantasy-Schriftsteller                                                                        | 47    |       |
| 6. Mai  | Francisco Arellano              | chilenischer Fußballspieler                                                                                     | 79    |       |
| 6. Mai  | Alfred Borchert                 | deutscher Veterinär und Parasitologe                                                                            | 89    |       |
| 6. Mai  | Otto Guem                       | österreichischer Jurist und Autor                                                                               | 77    |       |
| 7. Mai  | Alan Baxter                     | US-amerikanischer Schauspieler                                                                                  | 67    |       |
| 7. Mai  | John Brunious senior            | US-amerikanischer Jazzmusiker (Piano, Trompete, Arrangement)                                                    | 55    |       |
| 7. Mai  | Cor Heeren                      | niederländischer Radrennfahrer                                                                                  | 75    |       |
| 7. Mai  | Karl-Artur Petraschk            | deutscher Fotograf, Schauspieler, Bühnenbildner und Grafiker                                                    | 74    |       |
| 7. Mai  | Alison Uttley                   | britische Schriftstellerin                                                                                      | 91    |       |
| 7. Mai  | Arnold Weber                    | Schweizer Psychoanalytiker und Kinderpsychiater                                                                 | 81    |       |
| 8. Mai  | Samuel Gili Gaya                | spanischer Romanist, Hispanist und Lexikograf                                                                   | 84    |       |
| 8. Mai  | Trude Guermonprez               | österreichisch-US-amerikanische Künstlerin                                                                      | 65    |       |
| 8. Mai  | August Heim                     | deutscher Fechter                                                                                               | 72    |       |
| 8. Mai  | Günther Hillmann                | deutscher Biochemiker                                                                                           | 57    |       |
| 8. Mai  | Wilhelm Sinner                  | deutscher Chirurg und Urologe, Hochschullehrer in Rostock                                                       | 61    |       |
| 8. Mai  | Antonie Stemmler                | deutsche Lehrerin, Redakteurin, Kämpferin gegen den Nationalsozialismus, MdV                                    | 83    |       |
| 9. Mai  | Jens Bjørneboe                  | norwegischer Schriftsteller                                                                                     | 55    |       |
| 9. Mai  | Valentino Bucchi                | italienischer Komponist, Musikkritiker und -pädagoge                                                            | 59    |       |
| 9. Mai  | Albert Frederik Hendrik Buining | niederländischer Botaniker                                                                                      | 74    |       |
| 9. Mai  | Servais Cabolet                 | deutscher U-Boot Kommandant und Politiker (SRP)                                                                 | 68    |       |
| 9. Mai  | Raymond Chevreuille             | belgischer Komponist                                                                                            | 74    |       |
| 9. Mai  | Vasile Chiroiu                  | rumänischer Fußballspieler und -trainer                                                                         | 65    |       |
| 9. Mai  | Floyd Council                   | US-amerikanischer Blues-Musiker                                                                                 | 64    |       |
| 9. Mai  | Alexandru Cuedan                | rumänischer Fußballspieler                                                                                      | 65    |       |
| 9. Mai  | Otto Kerner                     | US-amerikanischer Jurist und Politiker                                                                          | 67    |       |
| 9. Mai  | Ulrike Meinhof                  | deutsche Journalistin und Terroristin, Mitbegründerin der Rote Armee Fraktion                                   | 41    |       |
| 10. Mai | Elias Aslaksen                  | norwegischer Prediger und Missionar                                                                             | 88    |       |
| 10. Mai | Viktoria von Ballasko           | österreichische Filmschauspielerin                                                                              | 67    |       |
| 10. Mai | Willy Berger                    | deutscher Museologe und Heimatforscher                                                                          | 87    |       |
| 10. Mai | Lucile Browne                   | US-amerikanische Schauspielerin                                                                                 | 69    |       |
| 10. Mai | Gordon Gale Crean               | kanadischer Diplomat                                                                                            | 62    |       |
| 10. Mai | Hansjoachim von der Esch        | deutscher Diplomat                                                                                              | 76    |       |
| 10. Mai | Karl Alfred Kihn                | deutscher Jurist, Verwaltungsbeamter und Politiker (CSU), MdB                                                   | 88    |       |
| 10. Mai | Karol Milik                     | polnischer Theologe (katholisch) und Apostolischer Administrator von Breslau                                    | 83    |       |
| 10. Mai | Elisabeth Orth                  | deutsche Politikerin (SPD), MdB, MdEP                                                                           | 55    |       |
| 10. Mai | Emil Vorster                    | deutscher Fabrikant und Persönlichkeit in der Geschichte des Automobilsports                                    | 66    |       |
| 10. Mai | Mouddour Zakara                 | nigrischer Politiker                                                                                            |       |       |
| 10. Mai | Kurt Zimmermann                 | deutscher Buch-, Plakat- und vor allem Kinderbuchillustrator                                                    | 62    |       |
| 11. Mai | Alvar Aalto                     | finnischer Architekt und Industriedesigner                                                                      | 78    |       |
| 11. Mai | Heinrich Baaken                 | deutscher Geistlicher und Weihbischof des Bistums Münster                                                       | 76    |       |
| 11. Mai | Curt Becker                     | deutscher Schauspieler und Regisseur                                                                            | 73    |       |
| 11. Mai | Serafima Birman                 | russische bzw. sowjetische Schauspielerin und Regisseurin                                                       | 85    |       |
| 11. Mai | Georg Hansen                    | deutscher Politiker (KPD, SED), Leiter des ADN                                                                  | 73    |       |
| 11. Mai | Camille Schmit                  | belgischer Komponist                                                                                            | 68    |       |
| 11. Mai | Gustav Schubert                 | österreichischer Physiologe und Hochschullehrer                                                                 | 78    |       |
| 11. Mai | Joaquín Zenteno Anaya           | bolivianischer Militär, Politiker und Diplomat                                                                  | 54    |       |
| 12. Mai | Joe Bishop                      | US-amerikanischer Jazz-Arrangeur, Komponist und Flügelhornist                                                   | 68    |       |
| 12. Mai | René Herse                      | französischer Fahrradhersteller                                                                                 | 68    |       |
| 12. Mai | Bruno Hirschberg                | deutscher Politiker (CDU) der DDR                                                                               | 77    |       |
| 12. Mai | Rudolf Kempe                    | deutscher Dirigent                                                                                              | 65    |       |
| 12. Mai | Héctor Mauré                    | argentinischer Tangosänger und -komponist                                                                       | 56    |       |
| 12. Mai | Keith Relf                      | britischer Musiker                                                                                              | 33    |       |
| 12. Mai | Jaroslaw Serpan                 | tschechisch-französischer Maler                                                                                 | 53    |       |
| 13. Mai | Roberto Batata                  | brasilianischer Fußballnationalspieler                                                                          | 26    |       |
| 13. Mai | Bob Clark                       | US-amerikanischer Zehnkämpfer und Weitspringer                                                                  | 63    |       |
| 13. Mai | Harry Conitzer                  | deutsch-britischer Mediziner, Psychiater und Anthropologe                                                       | 70    |       |
| 13. Mai | Ludwig Föppl                    | deutscher Maschinenbauingenieur, Rektor der TU München, Kryptologe                                              | 89    |       |
| 13. Mai | Gilles Gozard                   | französischer Politiker, Mitglied der Nationalversammlung                                                       | 66    |       |
| 13. Mai | Friedrich Hanser                | deutscher Lehrer und Kommunalpolitiker (SPD)                                                                    | 77    |       |
| 13. Mai | Heinrich Lemberg                | deutscher Politiker (SPD), MdL                                                                                  | 74    |       |
| 13. Mai | Hans Stüwe                      | deutscher Schauspieler                                                                                          | 74    |       |
| 14. Mai | Nikolaus Freiherr von Enzberg   | deutscher Jurist, Landrat des Landkreises Rottweil (1953–1973)                                                  | 65    |       |
| 14. Mai | August Hoppenbrock              | deutscher Politiker (CDU), MdL                                                                                  | 70    |       |
| 14. Mai | Andrzej Osiecimski-Czapski      | polnischer Ruderer                                                                                              | 76    |       |
| 14. Mai | Otto Rasenack                   | deutscher Tierarzt und Schlachthofexperte                                                                       | 76    |       |
| 14. Mai | Charlotte Schlesinger           | deutsche Komponistin und Hochschullehrerin                                                                      | 66    |       |
| 15. Mai | Josef Dengler                   | österreichischer Politiker (CSP, ÖVP), Abgeordneter zum Nationalrat, Mitglied des Bundesrates                   | 81    |       |
| 15. Mai | Mychajlo Hretschucha            | ukrainisch-sowjetischer Politiker, Vorsitzender des Oberster Sowjets der Ukraine (1939–1954)                    | 73    |       |
| 15. Mai | Hermann Matthes                 | deutscher Theologe und Politiker (CDU), MdL                                                                     | 75    |       |
| 15. Mai | Livingston T. Merchant          | US-amerikanischer Diplomat und Bankmanager                                                                      | 72    |       |
| 15. Mai | Samuel Eliot Morison            | US-amerikanischer Historiker                                                                                    | 88    |       |
| 15. Mai | David Munrow                    | englischer Musiker, Komponist und Musikforscher                                                                 | 33    |       |
| 15. Mai | Martin Stranz                   | deutscher Rechtsanwalt                                                                                          | 85    |       |
| 15. Mai | Hans Terofal                    | deutscher Schauspieler, Aufnahmeleiter und Produktionsleiter                                                    | 53    |       |
| 16. Mai | Jacob Brandsma                  | niederländischer Ruderer                                                                                        | 77    |       |
| 16. Mai | Johann Georg Hasler             | liechtensteinischer Politiker (VU)                                                                              | 81    |       |
| 16. Mai | Georg Neefe                     | deutscher evangelisch-lutherischer Pfarrer und Autor                                                            | 89    |       |
| 16. Mai | Otto Passarge                   | deutscher Politiker (SPD), MdL, Bürgermeister von Lübeck                                                        | 84    |       |
| 16. Mai | Josef Rothammer                 | deutscher Redakteur, Geschäftsführer und Politiker (SPD)                                                        | 67    |       |
| 16. Mai | René Schubert                   | deutscher Internist und Gerontologe                                                                             | 65    |       |
| 17. Mai | Norbert Frýd                    | tschechischer Schriftsteller und Publizist                                                                      | 63    |       |
| 17. Mai | Lars Gullin                     | schwedischer Jazz-Saxophonist                                                                                   | 48    |       |
| 17. Mai | Hans Hartmann                   | deutscher Theologe und Schriftsteller                                                                           | 87    |       |
| 17. Mai | Charles Stepney                 | US-amerikanischer Jazz- und R&B-Musiker, Produzent, Arrangeur und Komponist                                     | 45    |       |
| 17. Mai | Hermann Warm                    | deutscher Filmarchitekt und Szenenbildner                                                                       | 87    |       |
| 18. Mai | Hans Androschin                 | österreichischer Kameramann                                                                                     | 84    |       |
| 18. Mai | Lala Aufsberg                   | deutsche Fotografin                                                                                             | 69    |       |
| 18. Mai | Bruno Grosse                    | deutscher Maler                                                                                                 | 83    |       |
| 18. Mai | Haji Dirie Hirsi                | somalischer Geschäftsmann, Politiker und Reformer                                                               |       |       |
| 18. Mai | Rudolf Kiszling                 | österreichischer Offizier, Archivar und Militärhistoriker                                                       | 94    |       |
| 18. Mai | Karl Naumann                    | niedersächsischer Politiker (GB/BHE), MdL und SS-Führer                                                         | 70    |       |
| 19. Mai | Hellmut Bandt                   | deutscher Theologe und Hochschullehrer                                                                          | 58    |       |
| 19. Mai | Hermann Böhrnsen                | deutscher Politiker (DP, CDU), MdL, Landesminister in Schleswig-Holstein                                        | 75    |       |
| 19. Mai | Wiktor Brégy                    | französisch-polnischer Opernsänger (Tenor), Opernregisseur und Gesangspädagoge                                  | 72    |       |
| 19. Mai | Hubs Flöter                     | deutscher Fotograf                                                                                              | 65    |       |
| 19. Mai | Horst Preusker                  | deutscher Schauspieler und Regisseur                                                                            | 62    |       |
| 19. Mai | Hans Riesner                    | deutscher Politiker (KPD, SED)                                                                                  | 74    |       |
| 19. Mai | Eduard Schüller                 | deutscher Ingenieur, Entwickler des Tonbandgeräts und des Videorecorders                                        | 72    |       |
| 19. Mai | Bruno Skulte                    | lettischer Komponist                                                                                            | 71    |       |
| 19. Mai | Jeanette Wolff                  | deutsche Politikerin (SPD), MdB und jüdische Funktionärin                                                       | 87    |       |
| 19. Mai | Georg Wurster                   | deutscher Funktionär der NSDAP                                                                                  | 78    |       |
| 20. Mai | Syd Howe                        | kanadischer Eishockeyspieler                                                                                    | 64    |       |
| 20. Mai | Royal E. Ingersoll              | US-amerikanischer Admiral der US Navy                                                                           | 92    |       |
| 20. Mai | Ogiwara Seisensui               | japanischer Dichter                                                                                             | 91    |       |
| 20. Mai | Camilo Osias                    | philippinischer Politiker und Schriftsteller                                                                    | 87    |       |
| 20. Mai | Henry Pearce                    | australisch-kanadischer Ruderer                                                                                 | 70    |       |
| 21. Mai | Friedrich Bischoff              | deutscher Schriftsteller und Rundfunkpionier                                                                    | 80    |       |
| 21. Mai | Ralph Day                       | 46. Bürgermeister von Toronto                                                                                   | 86    |       |
| 21. Mai | Lee E. Emerson                  | US-amerikanischer Politiker                                                                                     | 77    |       |
| 21. Mai | Hans Fischer                    | Schweizer Pharmakologe und Medizinhistoriker                                                                    | 83    |       |
| 21. Mai | Torbert Macdonald               | US-amerikanischer Politiker (Demokratische Partei)                                                              | 58    |       |
| 21. Mai | Hermann Reich                   | deutscher Geophysiker                                                                                           | 84    |       |
| 21. Mai | Juan Manuel Santisteban         | französischer Radrennfahrer                                                                                     | 25    |       |
| 22. Mai | Óscar Bonavena                  | argentinischer Schwergewichtsboxer                                                                              | 33    |       |
| 22. Mai | Otto Klötzer                    | deutscher Jurist und Politiker (GB/BHE, GDP), MdB                                                               | 61    |       |
| 22. Mai | Milan Mölzer                    | tschechischer Pantomime und bildender Künstler                                                                  |       |       |
| 22. Mai | Paul Arthur Rabe                | deutscher Politiker (NSDAP), MdR und SA-Führer                                                                  | 72    |       |
| 22. Mai | Gerhard Schulze                 | deutscher Radsportfunktionär und Präsident des Bundes Deutscher Radfahrer                                       | 76    |       |
| 22. Mai | Imerio Testori                  | italienischer Endurosportler                                                                                    | 25    |       |
| 23. Mai | Edmund Bernhardt                | österreichischer Sportler                                                                                       | 91    |       |
| 23. Mai | Gustave Bertrand                | französischer Geheimdienstmitarbeiter                                                                           | 79    |       |
| 23. Mai | Gordon Browning                 | US-amerikanischer Politiker                                                                                     | 86    |       |
| 24. Mai | Fritz Herbert Bross             | deutscher Puppenbauer                                                                                           | 65    |       |
| 24. Mai | Reader Bullard                  | britischer Botschafter                                                                                          | 90    |       |
| 23. Mai | James Harold Cannan             | australischer Generalquartiermeister                                                                            | 93    |       |
| 24. Mai | Viktor Kollars                  | österreichischer Sportfunktionär, Politiker und Autor                                                           | 78    |       |
| 24. Mai | Hugo Wieslander                 | schwedischer Leichtathlet                                                                                       | 86    |       |
| 25. Mai | Pierre Bourgeois                | belgischer Dichter                                                                                              | 77    |       |
| 25. Mai | Max Brandes                     | deutscher Chirurg und Orthopäde                                                                                 | 94    |       |
| 25. Mai | Rudolf Fredderich               | deutscher Künstler des 20. Jahrhunderts                                                                         | 90    |       |
| 25. Mai | Johann Klein                    | deutscher Gewerkschafter und Politiker (CVP, CDU), MdL. MdB                                                     | 74    |       |
| 25. Mai | Josef Michael Lamm              | österreichisch-israelischer Politiker und Jurist                                                                | 76    |       |
| 25. Mai | Emil Nack                       | österreichischer Sachbuchautor                                                                                  | 83    |       |
| 25. Mai | Antoine J. A. van der Wyk       | niederländisch-schweizerischer Chemie-Ingenieur, Physiker sowie Chemie-Professor                                | 73    |       |
| 26. Mai | Johannes Fredeweß               | deutscher Landwirt und Politiker (CDU), MdL                                                                     | 79    |       |
| 26. Mai | Martin Heidegger                | deutscher Philosoph                                                                                             | 86    |       |
| 26. Mai | Otto Linder                     | deutscher Architekt                                                                                             | 85    |       |
| 26. Mai | Edgar Moon                      | australischer Tennisspieler                                                                                     | 71    |       |
| 26. Mai | Heinz Musculus                  | deutscher Karikaturist, Zeichner und Illustrator                                                                | 58    |       |
| 26. Mai | Wolfgang von Ohnesorge          | deutscher Maschinenbau-Ingenieur                                                                                | 74    |       |
| 26. Mai | John Scalish                    | US-amerikanischer Mobster                                                                                       | 63    |       |
| 26. Mai | Adolph Schultz                  | deutsch-schweizerischer Primatologe, Anthropologe sowie Hochschullehrer                                         | 84    |       |
| 26. Mai | Maggie Teyte                    | britische Opernsängerin (Sopran)                                                                                | 88    |       |
| 26. Mai | Fritz Timme                     | deutscher Gymnasial- und Hochschullehrer für Geschichte                                                         | 72    |       |
| 26. Mai | Hermann Wandinger               | deutscher Goldschmied und Bildhauer                                                                             | 78    |       |
| 27. Mai | Lodovico Benvenuti              | italienischer Politiker, Mitglied der Camera, erster Generalsekretär des Europarates                            | 77    |       |
| 27. Mai | Alexander Naumowitsch Frumkin   | russischer Chemiker                                                                                             | 80    |       |
| 27. Mai | Hilde Hildebrand                | deutsche Theater- und Filmschauspielerin                                                                        | 78    |       |
| 27. Mai | Ruth McDevitt                   | US-amerikanische Schauspielerin                                                                                 | 80    |       |
| 28. Mai | Steffan Danielsen               | färöischer Maler                                                                                                | 53    |       |
| 28. Mai | Alfons Gabriel                  | österreichischer Tropenmediziner und Forschungsreisender                                                        | 82    |       |
| 28. Mai | Benjamin Franklin Howell        | US-amerikanischer Paläontologe und Geologe                                                                      | 85    |       |
| 28. Mai | William Ross Macdonald          | kanadischer Politiker                                                                                           | 84    |       |
| 28. Mai | John A. McGuire                 | US-amerikanischer Politiker                                                                                     | 70    |       |
| 28. Mai | Dale Van Every                  | US-amerikanischer Schriftsteller und Drehbuchautor                                                              | 79    |       |
| 29. Mai | John Badcock                    | britischer Ruderer                                                                                              | 73    |       |
| 29. Mai | Kurt Jacob Ball-Kaduri          | deutsch-israelischer Jurist und Autor                                                                           | 85    |       |
| 29. Mai | Elizabeth Haffenden             | britische Kostümbildnerin                                                                                       | 70    |       |
| 29. Mai | Samuel Elzevier de Jongh        | niederländischer Pharmakologe                                                                                   | 77    |       |
| 29. Mai | Heinz Kokott                    | deutscher Offizier, zuletzt Generalmajor im Zweiten Weltkrieg                                                   | 75    |       |
| 29. Mai | Johanna Läpple                  | deutsche Psychoanalytikerin                                                                                     | 71    |       |
| 29. Mai | Willie Maiden                   | US-amerikanischer Tenorsaxophonist und Arrangeur                                                                | 48    |       |
| 29. Mai | Vinzenz Rüfner                  | deutscher Philosoph                                                                                             | 76    |       |
| 29. Mai | Robert Townsend Smallbones      | britischer Diplomat                                                                                             | 92    |       |
| 29. Mai | Gustav Spörri                   | Schweizer Keramiker                                                                                             | 73    |       |
| 30. Mai | Max Carey                       | US-amerikanischer Baseballspieler                                                                               | 86    |       |
| 30. Mai | Adam Deutsch                    | deutscher Mediziner                                                                                             | 68    |       |
| 30. Mai | Dwight L. Dumond                | amerikanischer Historiker und Schriftsteller                                                                    | 80    |       |
| 30. Mai | Karl Klancnik                   | österreichischer Bergmann, Betriebsrat, Gewerkschafter und Politiker (SPÖ), Landtagsabgeordneter der Steierm... | 50    |       |
| 30. Mai | Fuchida Mitsuo                  | japanischer Kampfpilot im Rang eines Kapitäns zur See                                                           | 73    |       |
| 30. Mai | Elmer George                    | US-amerikanischer Rennfahrer                                                                                    | 47    |       |
| 30. Mai | Paul Voss                       | deutscher Industriedesigner                                                                                     | 82    |       |
| 31. Mai | Rachel Auerbach                 | israelische Historikerin, Journalistin, Schriftstellerin und Holocaust-Überlebende                              | 72    |       |
| 31. Mai | Alfonso Espino y Silva          | mexikanischer Geistlicher, Erzbischof von Monterrey                                                             | 71    |       |
| 31. Mai | Friedrich Giessner              | deutscher kommunistischer Politiker und Widerstandskämpfer                                                      | 77    |       |
| 31. Mai | Jacques Monod                   | französischer Biochemiker                                                                                       | 66    |       |
| 31. Mai | Karl Witzell                    | deutscher Marineoffizier und Generaladmiral im Zweiten Weltkrieg, verantwortlich für Waffentechnik              | 91    |       |
| Mai     | Jakob Andreff                   | Schweizer Zirkusclown                                                                                           | 56    |       |
| Mai     | Simón Arriaga                   | spanischer Schauspieler                                                                                         |       |       |
| Mai     | Héctor Gutiérrez Ruiz           | uruguayischer Politiker                                                                                         | 42    |       |
| Mai     | Rudi Reese                      | deutscher Gastwirt, Wohlfahrtsläufer                                                                            |       |       |
| Mai     | Klaus Zieschank                 | deutsch-argentinischer Student, Opfer der argentinischen Militärdiktatur                                        | 24    |       |

## Juni
| Tag      | Name                              | Beruf, bekannt als                                                                                              | Alter | Beleg |
| -------- | --------------------------------- | --- | ----- | ----- |
| 1. Juni  | Johann Baumgartner                | österreichischer Mediziner und NS-Funktionär                                                                    | 75    |       |
| 1. Juni  | Arthur Binder                     | deutscher Schauspieler und Hörspielsprecher                                                                     | 57    |       |
| 1. Juni  | Boris Jaanikosk                   | estnischer Musiker, Schauspieler und Filmregisseur                                                              | 78    |       |
| 1. Juni  | Hans Lehmann                      | deutscher Politiker (SPD), MdL                                                                                  | 75    |       |
| 2. Juni  | Abdel Rahman Azzam                | ägyptischer Politiker und Diplomat, Generalsekretär der Arabischen Liga (1945–1952)                             |       |       |
| 2. Juni  | Fred von Hoerschelmann            | deutscher Hörspielautor                                                                                         | 74    |       |
| 2. Juni  | Stanisław Mucha                   | polnischer Fotograf                                                                                             | 81    |       |
| 2. Juni  | Roman Resch                       | österreichischer Politiker (ÖVP), Landtagsabgeordneter                                                          | 54    |       |
| 2. Juni  | Juan José Torres                  | bolivianischer Offizier und Politiker                                                                           | 56    |       |
| 2. Juni  | Onya La Tour                      | US-amerikanische Kunstsammlerin, Galeristin und Kunstförderin                                                   | 80    |       |
| 3. Juni  | Rewol Samuilowitsch Bunin         | russischer Komponist                                                                                            | 52    |       |
| 3. Juni  | Robert Condon                     | US-amerikanischer Politiker                                                                                     | 63    |       |
| 3. Juni  | Viggo Kampmann                    | dänischer sozialdemokratischer Politiker                                                                        | 65    |       |
| 3. Juni  | Bernard W. Kearney                | US-amerikanischer Politiker                                                                                     | 87    |       |
| 3. Juni  | Fred M. MacLean                   | US-amerikanischer Szenenbildner                                                                                 | 77    |       |
| 3. Juni  | Katharine Elizabeth McBride       | US-amerikanische Psychologin und Hochschullehrerin                                                              | 72    |       |
| 4. Juni  | Bruno Beye                        | deutscher Maler und Grafiker                                                                                    | 81    |       |
| 4. Juni  | Walter Geering                    | Schweizer Bundesgerichtsschreiber (Steuerrecht)                                                                 | 85    |       |
| 4. Juni  | Zoltán Latinovits                 | ungarischer Bühnen- und Filmschauspieler                                                                        | 44    |       |
| 4. Juni  | Karl Pfeiffer                     | deutscher Bauunternehmer und Verbandspolitiker                                                                  | 75    |       |
| 4. Juni  | Curt Sprehn                       | deutscher Veterinär und Hochschullehrer an der Universität Leipzig                                              | 83    |       |
| 5. Juni  | Kurt Fähnrich                     | deutscher Politiker (GB/BHE), MdL                                                                               | 75    |       |
| 5. Juni  | René Hubert                       | Schweizer Kostümbildner                                                                                         | 80    |       |
| 5. Juni  | Fritz Lang                        | Schweizer Unfallchirurg                                                                                         | 74    |       |
| 5. Juni  | Carlos Mastronardi                | argentinischer Journalist, Schriftsteller und Übersetzer                                                        |       |       |
| 5. Juni  | Petra Mönnigmann                  | deutsche Lehrerin und Gründerin des Ordens „Dienerinnen der Armen“                                              | 51    |       |
| 5. Juni  | Robert Wichard Pohl               | deutscher Physiker                                                                                              | 91    |       |
| 5. Juni  | Fridolin Reiber                   | deutscher Kommunalpolitiker                                                                                     | 88    |       |
| 5. Juni  | Albert Reimann                    | deutscher Bildhauer, Kunsthandwerker und Kunsterzieher                                                          | 101   |       |
| 5. Juni  | Kaspar K. Riemschneider           | deutscher Altorientalist                                                                                        | 42    |       |
| 5. Juni  | Willy Rösingh                     | niederländischer Ruderer                                                                                        | 75    |       |
| 5. Juni  | Walter Georg Schües               | deutscher Versicherungskaufmann und Unternehmer                                                                 | 70    |       |
| 5. Juni  | Hans Georg Schütz                 | deutscher Bandleader und Komponist                                                                              | 64    |       |
| 6. Juni  | Max Bally                         | Schweizer Unternehmer                                                                                           | 96    |       |
| 6. Juni  | Richard F. Flint                  | US-amerikanischer Geologe                                                                                       | 74    |       |
| 6. Juni  | J. Paul Getty                     | US-amerikanischer Öl-Tycoon, Industrieller und Kunstmäzen                                                       | 83    |       |
| 6. Juni  | Robert D. Holmes                  | US-amerikanischer Politiker                                                                                     | 67    |       |
| 6. Juni  | David Jacobs                      | britischer Sprinter und Olympiasieger                                                                           | 88    |       |
| 6. Juni  | Peter Mojuntin                    | malaysischer Politiker und Minister in Sabah, Malaysia                                                          | 36    |       |
| 6. Juni  | Charles Panzéra                   | französischer Sänger und Musikpädagoge                                                                          | 80    |       |
| 6. Juni  | Elisabeth Rethberg                | deutsche Opernsängerin (Sopran)                                                                                 | 81    |       |
| 6. Juni  | Maja Sprenger                     | deutsche Archäologin                                                                                            | 31    |       |
| 6. Juni  | Tun Fuad Stephens                 | malaysischer Politiker, Ministerpräsident von Sabah                                                             | 55    |       |
| 6. Juni  | Victor Varconi                    | US-amerikanischer Schauspieler und Filmemacher ungarischer Herkunft                                             | 85    |       |
| 6. Juni  | August Wegmann                    | deutscher Jurist und Politiker (CDU), MdR, MdL                                                                  | 87    |       |
| 7. Juni  | William M. Citron                 | US-amerikanischer Politiker                                                                                     | 79    |       |
| 7. Juni  | Gastone Darè                      | italienischer Säbelfechter                                                                                      | 58    |       |
| 7. Juni  | Laurence Feininger                | deutsch-italienischer Musikhistoriker und Priester                                                              | 67    |       |
| 7. Juni  | Eckart Friedrichson               | deutscher Schauspieler                                                                                          | 46    |       |
| 7. Juni  | Bobby Hackett                     | US-amerikanischer Jazz-Musiker und Kornettist                                                                   | 61    |       |
| 7. Juni  | Otto Herrmann                     | sächsischer Abgeordneter                                                                                        | 86    |       |
| 7. Juni  | Siegmund Nörr                     | deutscher Jurist                                                                                                | 75    |       |
| 7. Juni  | Shimada Shigetarō                 | japanischer Admiral und Politiker, Kommandeur der Kaiserlich Japanischen Marine                                 | 92    |       |
| 7. Juni  | Katalin Vidor                     | ungarische Zeitzeugin und Überlebende des Holocaust                                                             | 72    |       |
| 8. Juni  | Carlos Abdala                     | uruguayischer Politiker, Diplomat und Minister der Partido Blanco                                               | 46    |       |
| 8. Juni  | Jenny Cohen                       | deutsche Zahnärztin                                                                                             | 70    |       |
| 8. Juni  | Bob Feerick                       | US-amerikanischer Basketballspieler                                                                             | 56    |       |
| 8. Juni  | František Foltýn                  | tschechischer Maler und Vertreter der tschechischen Moderne                                                     | 84    |       |
| 8. Juni  | Leo M. Gard                       | deutscher Archäologe und Journalist                                                                             | 64    |       |
| 8. Juni  | Michail Jefimowitsch Katukow      | sowjetischer General                                                                                            | 75    |       |
| 8. Juni  | Otto Katz                         | deutscher evangelischer Theologe                                                                                | 71    |       |
| 8. Juni  | Earle K. Plyler                   | US-amerikanischer Physiker und Pionier der Infrarotspektroskopie und Molekülspektroskopie                       | 79    |       |
| 8. Juni  | Rudolf Rasser                     | österreichischer Politiker (CSP, ÖVP), Mitglied des Bundesrates                                                 | 89    |       |
| 8. Juni  | Hans Rübenstrunk                  | deutscher Politiker (SPD), MdL                                                                                  | 50    |       |
| 8. Juni  | Otto Schilling-Trygophorus        | deutscher Jurist und Musikwissenschaftler                                                                       | 88    |       |
| 8. Juni  | Thorleif Schjelderup-Ebbe         | norwegischer Zoologe                                                                                            | 81    |       |
| 9. Juni  | Al-Wali Mustafa Sayyid            | sahrauischer Politiker; Mitbegründer der Frente Polisario und Präsident der Demokratischen Arabischen Republ... |       |       |
| 9. Juni  | Joseph Dejean                     | französischer Jazz-Gitarrist                                                                                    | 28    |       |
| 9. Juni  | James Farley                      | US-amerikanischer Politiker                                                                                     | 88    |       |
| 9. Juni  | Gerd Gaiser                       | deutscher Schriftsteller                                                                                        | 67    |       |
| 9. Juni  | John MacCrate                     | US-amerikanischer Jurist und Politiker                                                                          | 91    |       |
| 9. Juni  | Ivan Mitford-Barberton            | südafrikanischer Bildhauer                                                                                      | 80    |       |
| 9. Juni  | Jan Nagórski                      | russisch-polnischer Pilot                                                                                       | 88    |       |
| 9. Juni  | Thorleif Paus                     | norwegischer Offizier, Generalkonsul in Wien, Unternehmer, Fabrikbesitzer und Gutsbesitzer in Schonen           | 94    |       |
| 9. Juni  | Albert Poensgen                   | deutscher Finanzgerichtspräsident und Billardspieler                                                            | 95    |       |
| 9. Juni  | Sybil Thorndike                   | britische Schauspielerin                                                                                        | 93    |       |
| 9. Juni  | Ernst Zühlke                      | deutscher Gewerkschafter und Politiker (SPD), MdB                                                               | 80    |       |
| 10. Juni | Robert Bach                       | deutscher Gewerkschafter und Politiker (SPD), MdB                                                               | 74    |       |
| 10. Juni | Roman Kuptschynskyj               | ukrainischer Dichter, Prosaschriftsteller, Journalist, Komponist und Kritiker                                   | 81    |       |
| 10. Juni | Marguerite Laugier                | französische Astronomin                                                                                         | 79    |       |
| 10. Juni | William John Patterson            | kanadischer Politiker                                                                                           | 90    |       |
| 10. Juni | Hermann Schwieger                 | deutscher Politiker (SPD), MdL                                                                                  | 67    |       |
| 10. Juni | Kurt Wilhelm-Kästner              | deutscher Kunsthistoriker und Hochschullehrer                                                                   | 83    |       |
| 10. Juni | Adolph Zukor                      | US-amerikanischer Filmproduzent                                                                                 | 103   |       |
| 11. Juni | Boris Jewstafjewitsch Butoma      | sowjetischer Politiker und Minister für die Schiffbauindustrie                                                  | 69    |       |
| 11. Juni | René Delacroix                    | französischer Filmregisseur                                                                                     | 75    |       |
| 11. Juni | Folke Eriksberg                   | schwedischer Jazzmusiker                                                                                        | 65    |       |
| 11. Juni | Carroll D. Kearns                 | US-amerikanischer Politiker                                                                                     | 76    |       |
| 11. Juni | Reinhart Maurach                  | deutscher Jurist                                                                                                | 74    |       |
| 11. Juni | Peter Pan                         | deutscher Kabarettist                                                                                           | 66    |       |
| 12. Juni | Peter Etzenbach                   | deutscher Politiker (CDU), MdB                                                                                  | 86    |       |
| 12. Juni | Ignaz Maybaum                     | deutsch-britischer Rabbiner                                                                                     | 79    |       |
| 12. Juni | Esegel Melkonian                  | armenischer Fußballspieler                                                                                      | 58    |       |
| 12. Juni | Josef Will                        | deutscher Politiker (CDU), MdL                                                                                  | 81    |       |
| 13. Juni | Géza Anda                         | ungarisch-schweizerischer Pianist                                                                               | 54    |       |
| 13. Juni | Nora Groß                         | deutsche Mineralogin und Hochschullehrerin                                                                      | 84    |       |
| 13. Juni | Aloys Lehnert                     | deutscher Heimatforscher                                                                                        | 87    |       |
| 13. Juni | John Marrack                      | britischer Immunologe                                                                                           | 89    |       |
| 13. Juni | Wolfgang von Wersin               | deutscher Architekt und Designer                                                                                | 93    |       |
| 14. Juni | Ehrtfried Böhm                    | deutscher Politiker (FDP), MdL                                                                                  | 55    |       |
| 14. Juni | Oliver Jesse Carter               | US-amerikanischer Jurist und Politiker                                                                          | 65    |       |
| 14. Juni | Gerhard Peter Havers              | deutscher Verwaltungsjurist und Richter des Rheinschifffahrtsgerichts                                           | 70    |       |
| 14. Juni | Knut von Dänemark                 | jüngster Sohn des dänischen Königs Christian X.                                                                 | 75    |       |
| 14. Juni | Heinrich Kreipe                   | deutscher Generalmajor im Zweiten Weltkrieg                                                                     | 81    |       |
| 14. Juni | Rudolf Pfenninger                 | deutscher Filmarchitekt, Zeichner, Tontechniker und Animationsfilmer                                            | 76    |       |
| 14. Juni | Ernst Puchmüller                  | deutscher kommunistischer Widerstandskämpfer und VVN-Vorsitzender in Mecklenburg                                | 79    |       |
| 14. Juni | Elfriede Seppi                    | deutsche Politikerin (SPD), MdL, MdB                                                                            | 66    |       |
| 15. Juni | Harald Friis                      | US-amerikanischer Ingenieur                                                                                     | 83    |       |
| 15. Juni | Bernd Klug                        | deutscher Marineoffizier, zuletzt Flottenadmiral der Bundesmarine                                               | 61    |       |
| 15. Juni | Hedwig Müller von Asow            | deutsche Musikwissenschaftlerin und Musikepistolographin                                                        | 65    |       |
| 15. Juni | Andrzej Wantuła                   | lutherischer Theologe und Bischof in Polen                                                                      | 70    |       |
| 16. Juni | Wilhelm Ehmer                     | deutscher Schriftsteller, Journalist und Zeitungsverleger                                                       | 79    |       |
| 16. Juni | Ernst Flessa                      | deutscher Studienprofessor und Lyriker                                                                          | 72    |       |
| 16. Juni | Hans Fränz                        | deutscher Kernphysiker                                                                                          | 76    |       |
| 16. Juni | Peter Knack                       | deutscher Badmintonspieler                                                                                      | 37    |       |
| 16. Juni | Hector Pieterson                  | südafrikanischer Schüler                                                                                        | 12    |       |
| 16. Juni | Reinhard Raffalt                  | deutscher Schriftsteller und Journalist                                                                         | 53    |       |
| 16. Juni | Axel Wikström                     | schwedischer Skilangläufer                                                                                      | 68    |       |
| 17. Juni | Luise George Bachmann             | österreichische Schriftstellerin                                                                                | 72    |       |
| 17. Juni | Richard Casey, Baron Casey        | australischer Politiker und Außenminister                                                                       | 85    |       |
| 17. Juni | Rudolf Daur                       | deutscher evangelischer Theologe                                                                                | 84    |       |
| 17. Juni | Otto Gehre                        | deutscher Former und Politiker (SPD, SED), MdL                                                                  | 82    |       |
| 17. Juni | Max Ernst Haefeli                 | Schweizer Architekt                                                                                             | 75    |       |
| 17. Juni | Friedrich Hilkenbäumer            | deutscher Obstbauwissenschaftler                                                                                | 67    |       |
| 17. Juni | Francisco Urondo                  | argentinischer Schriftsteller, Hochschullehrer und Widerstandskämpfer                                           | 46    |       |
| 18. Juni | Karl Adam                         | deutscher Rudertrainer                                                                                          | 64    |       |
| 18. Juni | Hugh S. Jenkins                   | US-amerikanischer Jurist und Politiker                                                                          | 73    |       |
| 18. Juni | Franz Mueller-Darß                | deutscher Forstmeister, Kynologe, SS-Oberführer und Jagdautor                                                   | 86    |       |
| 19. Juni | Günther Grundmann                 | deutscher Maler, Grafiker, Kunsthistoriker, Denkmalpfleger und Autor                                            | 84    |       |
| 19. Juni | Oskar Leimgruber                  | Schweizer Bundeskanzler                                                                                         | 89    |       |
| 19. Juni | Lovis H. Lorenz                   | deutscher Journalist, Kunsthistoriker, Verleger und Autor                                                       | 78    |       |
| 19. Juni | Alois Weber                       | deutscher Offizier, zuletzt Generalmajor im Zweiten Weltkrieg                                                   | 72    |       |
| 20. Juni | Karl Ausch                        | österreichischer Nationalökonom, Journalist und Funktionär der Sozialdemokratischen Arbeiterpartei (SDAP) bzw   | 82    |       |
| 20. Juni | Werner Küchenthal                 | deutscher Jurist, Verwaltungsbeamter und Politiker (DNVP, NSDAP), Ministerpräsident des Landes Braunschweig     | 94    |       |
| 20. Juni | Georg Rabuse                      | österreichischer Romanist und Literaturwissenschaftler                                                          | 66    |       |
| 20. Juni | Hanns Vogts                       | deutscher Schriftsteller                                                                                        | 75    |       |
| 21. Juni | Kermit Gordon                     | US-amerikanischer Ökonom                                                                                        |       |       |
| 21. Juni | David J. Vogelmann                | österreichisch-ungarischer Übersetzer und Autor in Argentinien                                                  | 69    |       |
| 21. Juni | Walter Zeutschel                  | deutscher Politiker (KPD)                                                                                       | 75    |       |
| 22. Juni | Erik Bjurberg                     | schwedischer Radrennfahrer                                                                                      | 81    |       |
| 22. Juni | Tibor Csík                        | ungarischer Boxer im Bantamgewicht                                                                              | 48    |       |
| 22. Juni | Hermann Meinken                   | deutscher Aquarianer und Amateur-Ichthyologe                                                                    | 79    |       |
| 22. Juni | Hans Rothfels                     | deutscher Historiker                                                                                            | 85    |       |
| 23. Juni | DeHart Hubbard                    | US-amerikanischer Weitspringer und Olympiasieger                                                                | 72    |       |
| 23. Juni | Hedwig Kallmeyer                  | deutsche Reformpädagogin                                                                                        | 94    |       |
| 23. Juni | Muhammad Ahmad Mahdschub          | sudanesischer Politiker, Premierminister                                                                        |       |       |
| 24. Juni | Harry Bedford                     | englischer Fußballspieler                                                                                       | 76    |       |
| 24. Juni | Imogen Cunningham                 | US-amerikanische Fotografin                                                                                     | 93    |       |
| 24. Juni | Fritz Dörner                      | deutscher Soldat und Arzt                                                                                       | 67    |       |
| 24. Juni | Samuel Dushkin                    | US-amerikanischer Geiger polnisch-russischer Herkunft                                                           | 84    |       |
| 24. Juni | Oskar Hock                        | deutscher Arzt, SS-Brigadeführer, Generalmajor der Polizei und Waffen-SS, Leitender Arzt der Konzentrationsl... | 78    |       |
| 24. Juni | Rudolf Sieber                     | amerikanischer Filmproduzent                                                                                    | 79    |       |
| 24. Juni | Minor White                       | US-amerikanischer Fotograf                                                                                      | 67    |       |
| 25. Juni | Hermann Greiner                   | deutscher Politiker (SPD)                                                                                       | 90    |       |
| 25. Juni | Elmer J. Hoffman                  | US-amerikanischer Politiker                                                                                     | 76    |       |
| 25. Juni | Johnny Mercer                     | US-amerikanischer Sänger, Komponist und Songwriter                                                              | 66    |       |
| 26. Juni | Helmut Hallmeier                  | deutscher Motorradrennfahrer                                                                                    |       |       |
| 26. Juni | Wassyl Kasijan                    | ukrainischer Grafiker, Kunsthistoriker und Politiker                                                            | 80    |       |
| 26. Juni | Robert Le Rossignol               | englischer Ingenieur                                                                                            | 92    |       |
| 26. Juni | Johann Maag                       | deutscher Gewerkschafter und Politiker (SPD), MdL                                                               | 78    |       |
| 26. Juni | Hermann Matzke                    | deutscher Musikhistoriker, Komponist und Hochschullehrer                                                        | 86    |       |
| 26. Juni | Oskar Schmal                      | österreichischer Maler und Graphiker                                                                            | 72    |       |
| 26. Juni | Takabatake Tatsushirō             | japanischer Maler                                                                                               | 80    |       |
| 27. Juni | Aldo Bergonzoni                   | italienischer Maler und Bildhauer                                                                               | 76    |       |
| 27. Juni | David Leonard Clarke              | britischer Prähistoriker                                                                                        | 38    |       |
| 27. Juni | Albert Dubout                     | französischer Künstler, Plakatkünstler und Karikaturist                                                         | 71    |       |
| 27. Juni | Jan Anne Jonkman                  | niederländischer Politiker und Kolonialbeamter                                                                  | 84    |       |
| 27. Juni | Sara Alexandrowna Lewina          | russisch-sowjetische Komponistin und Pianistin                                                                  | 70    |       |
| 27. Juni | Franzjosef Müser                  | deutscher Politiker (CDU), MdB                                                                                  | 79    |       |
| 27. Juni | Hans-Carl Rüdel                   | deutscher Politiker (CDU), MdB                                                                                  | 70    |       |
| 28. Juni | Stanley Baker                     | britischer Film- und Theaterschauspieler sowie Filmproduzent                                                    | 48    |       |
| 28. Juni | Franz Beckermann                  | deutscher Internist und Hochschullehrer                                                                         | 73    |       |
| 28. Juni | Joachim Hossenfelder              | deutscher evangelischer Theologe und Geistlicher                                                                | 77    |       |
| 28. Juni | Malcolm Lockyer                   | britischer Pianist, Komponist und Dirigent                                                                      | 52    |       |
| 28. Juni | Alexander Alexandrowitsch Maximow | sowjetischer Philosoph und Wissenschaftshistoriker                                                              |       |       |
| 28. Juni | Jakow Israilewitsch Sak           | russischer Pianist                                                                                              | 62    |       |
| 28. Juni | Robert Twyman                     | US-amerikanischer Politiker                                                                                     | 79    |       |
| 29. Juni | Ernst Barthels                    | deutscher Theater- und Filmschauspieler                                                                         | 89    |       |
| 29. Juni | Hanny Christen                    | Schweizer Sammlerin von Volksmusik                                                                              | 76    |       |
| 29. Juni | Larry Cross                       | kanadischer Schauspieler                                                                                        | 62    |       |
| 29. Juni | Walter Dick                       | deutscher Fotograf und Bildberichterstatter                                                                     | 62    |       |
| 29. Juni | Emil Franzel                      | deutscher Historiker, Journalist und Politiker (DSAP)                                                           | 75    |       |
| 29. Juni | Gualtiero Galmanini               | italienischer Designer                                                                                          | 66    |       |
| 29. Juni | Harry Mehlhose                    | deutscher Mittelstreckenläufer                                                                                  | 62    |       |
| 29. Juni | Christos Papakyriakopoulos        | griechischer Mathematiker                                                                                       |       |       |
| 29. Juni | Anton Rolleder                    | österreichischer Anthropologe, Psychiater, Neurologe, Rechtsmediziner und NS-Funktionär                         | 65    |       |
| 29. Juni | Josef Straka                      | tschechoslowakischer Ruderer                                                                                    | 71    |       |
| 29. Juni | Ernst Wehner                      | deutscher Kommunalpolitiker (CDU)                                                                               | 81    |       |
| 30. Juni | Werner Fuchs                      | deutscher Admiral                                                                                               | 85    |       |
| 30. Juni | William Glanville                 | britischer Bauingenieur                                                                                         | 76    |       |
| 30. Juni | Else Hueck-Dehio                  | deutsche Schriftstellerin                                                                                       | 78    |       |
| 30. Juni | Gustav Knittel                    | deutscher Offizier der Waffen-SS und Kriegsverbrecher                                                           | 61    |       |
| 30. Juni | Hans Kruus                        | estnischer Politiker und Historiker                                                                             | 84    |       |
| 30. Juni | Marguerite Roesgen-Champion       | Schweizer Komponistin und Cembalistin                                                                           | 82    |       |
| 30. Juni | Wilhelm Schwediauer               | österreichischer Direktor der Landwirtschaftskrankenkasse und Politiker                                         | 82    |       |
| 30. Juni | Rudolf Zocher                     | deutscher Philosoph                                                                                             | 88    |       |
| Juni     | Charles Guyette                   | US-amerikanischer Pionier der Fetisch-Mode                                                                      | 73    |       |
| Juni     | Heinrich Moos                     | deutscher Fechter, mehrmaliger deutscher Meister und Olympiateilnehmer                                          | 81    |       |